# Reinhard Löw
Reinhard Löw (ur. 1949 w Freising, zm. 1994) – niemiecki filozof i historyk.

## Wybrane publikacje
- Löw, Reinhard: Die neuen Gottesbeweise, Augsburg 2005.
- Robert Spaemann/Reinhard Löw: Natürliche Ziele. Geschichte und Wiederentdeckung teleologischen Denkens, Stuttgart 2005.
- Löw, Reinhard: Die Philosophie des Lebendigen Frankfurt 1980